# Okres Pelhřimov
Pelhřimov (Duits: Pilgrams) is een district (Tsjechisch: Okres) in de Tsjechische regio Vysočina. De hoofdstad is Pelhřimov. Het district bestaat uit 120 gemeenten (Tsjechisch: Obec).

## Lijst van gemeenten
De obce (gemeenten) van de okres Pelhřimov. De vetgedrukte plaatsen hebben stadsrechten. De cursieve plaatsen zijn steden zonder stadsrechten (zie: vlek).
Arneštovice - Bácovice - Bělá - Bohdalín - Bořetice - Bořetín - Božejov - Bratřice - Budíkov - Buřenice - Bystrá - Cetoraz - Čáslavsko - Častrov - Čejov - Čelistná - Černov - Černovice - Červená Řečice - Čížkov - Dehtáře - Dobrá Voda - Dobrá Voda u Pacova - Dubovice - Důl - Eš - Hojanovice - Hojovice - Horní Cerekev - Horní Rápotice - Horní Ves - Hořepník - Hořice - Humpolec - Chýstovice - Chyšná - Jankov - Ježov - Jiřice - Kaliště - Kámen - Kamenice nad Lipou - Kejžlice - Koberovice - Kojčice - Komorovice - Košetice - Krasíkovice - Křeč - Křelovice - Křešín - Leskovice - Lesná - Lhota-Vlasenice - Libkova Voda - Lidmaň - Litohošť - Lukavec - Martinice u Onšova - Mezilesí - Mezná - Mladé Bříště - Mnich - Moraveč - Mysletín - Nová Buková - Nová Cerekev - Nový Rychnov - Obrataň - Olešná - Ondřejov - Onšov - Pacov - Pavlov - Pelhřimov - Píšť - Počátky - Polesí - Pošná - Proseč - Proseč pod Křemešníkem - Putimov - Rodinov - Rovná - Rynárec - Řečice - Salačova Lhota - Samšín - Sedlice - Senožaty - Staré Bříště - Stojčín - Střítež - Střítež pod Křemešníkem - Svépravice - Syrov - Těchobuz - Těmice - Ústrašín - Útěchovice pod Stražištěm - Útěchovice - Útěchovičky - Včelnička - Velká Chyška - Velký Rybník - Veselá - Věžná - Vojslavice - Vokov - Vyklantice - Vyskytná - Vysoká Lhota - Vystrkov - Zachotín - Zajíčkov - Zhořec - Zlátenka - Želiv - Žirov - Žirovnice
Havlíčkův Brod · Jihlava · Pelhřimov · Třebíč · Žďár nad Sázavou